# Giporlos
Giporlos ist eine philippinische Stadtgemeinde in der Provinz Eastern Samar. Sie hat 13.308 Einwohner (Zensus 1. August 2015).
Vor der Selbständigkeit als Stadtgemeinde gehörte Giporlos als Baranggay zu Balangiga.

## Baranggays
Giporlos ist politisch in 18 Baranggays unterteilt.
| - Barangay 1 (Pob.) - Barangay 2 (Pob.) - Barangay 3 (Pob.) - Barangay 4 (Pob.) - Barangay 5 (Pob.) - Barangay 6 (Pob.) - Barangay 7 (Pob.) - Barangay 8 (Pob.) - Biga | - Coticot - Gigoso - Huknan - Parina - Paya - President Roxas - San Miguel - Santa Cruz (Cansingkol) - San Isidro (Malabag) |